# 노보모스코우스크

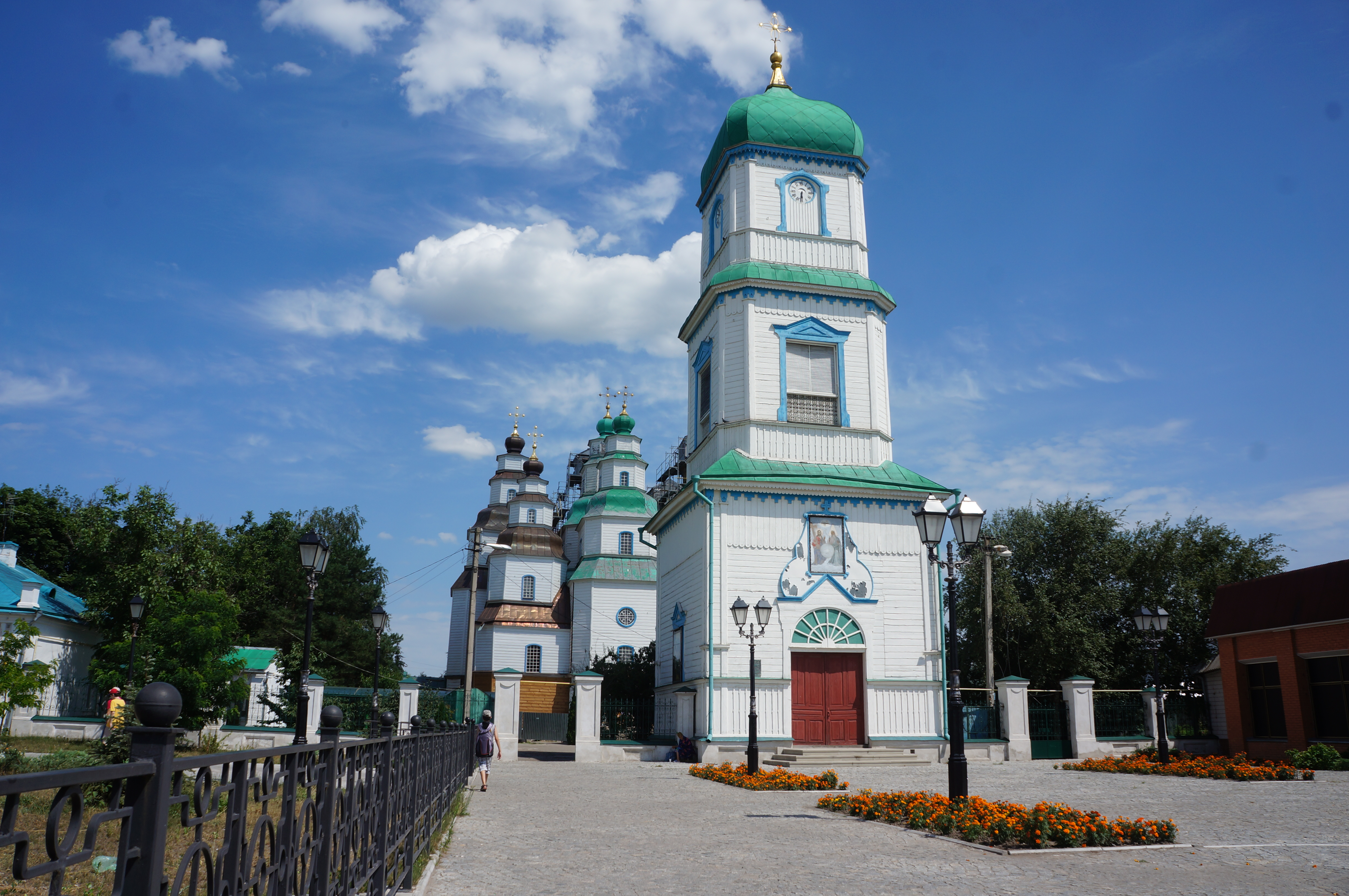

노보모스코우스크(우크라이나어: Новомосковськ, 러시아어: Новомосковск 노보모스콥스크[*])는 우크라이나 드니프로페트로우스크주 노보모스코우스카군의 중심지이다. 인구는 6만 6,280명(2024년)이다.
사마라강의 우안에 위치해 있고, 드니프로강의 좌안에 위치해 있다. 1782년까지는 사마르(Самар), 사마라(Самара), 사마르치크(Самарчик)라고 불렸다. 드니프로에서 27 km 떨어져 있다.
이 도시는 1778년년에 야킴 포흐리브냐크(Яким Погрибняк)가 못을 사용하지 않고 세운 목제 건물인 스뱌토트로이치키 성당(Свято-Тройцький)으로 유명하다.